# Rado (persoon)
Rado was van 613 tot ongeveer 617 hofmeier onder koning Chlothar II (613-629). Hij wordt genoemd in het testament van bisschop Berthram van Le Mans van 27 maart 616.